# Catching Up with Depeche Mode
Catching Up with Depeche Mode — сборник британской группы Depeche Mode, вышедший 11 ноября 1985 года, только в Северной Америке.

## Об альбоме
Название диска, это попытка дать возможность американской публике «догнать» (англ. catch up) последние четыре альбома группы, прослушав с них лучшие синглы и альбомные песни. Сборник содержал синглы, которых не было в предыдущей компиляции People Are People, а также две новые песни, «Flexible» и «Fly On The Windscreen» с B-стороны последних синглов.
Catching Up with Depeche Mode — аналог британского The Singles 81–85, вышедшего в Великобритании и содержащего только синглы группы.

## Список композиций
1. «Dreaming of Me» — 3:44
2. «New Life» — 3:44
3. «Just Can’t Get Enough» — 3:36
4. «See You» — 3:53
5. «The Meaning of Love» — 3:54
6. «Love, in Itself» — 3:55
7. «Master and Servant» — 3:50
8. «Blasphemous Rumours» — 5:04
9. «Somebody» — 4:21
10. «Shake the Disease» — 4:46
11. «Flexible» — 3:09
12. «It’s Called a Heart» — 3:48
13. «Fly on the Windscreen» — 5:05